# Аванесян, Элина Араратовна
Элина Араратовна Аванесян (род. 17 сентября 2002, Пятигорск, Россия) — армянская теннисистка, до августа 2024 года выступавшая за Россию. Мастер спорта России (2018). Победительница 14 турниров ITF (пять — в одиночном разряде).

## Биография
Семейство Аванесян — армяне, родом из Нагорного Карабаха, а в Ставропольский край оно перебралось в 1992 году.
Позже, в ходе развития игровой карьеры, Элина перебралась в Испанию, ссылаясь на лучшие условия для тренировок. В августе 2024 года Аванесян сменила спортивное гражданство на армянское.

## Спортивная карьера
Элина впервые начала заниматься теннисом в шесть лет, наиболее удобными считает корты с грунтовым покрытием.
В июле 2017 года, в Дьёре (Венгрия) стала чемпионкой в парном разряде вместе с Авелиной Сайфетдиновой на Летнем Европейском юношеском Олимпийском фестивале.
На юниорском Открытом чемпионате Франции 2018 года дошла до второго раунда в одиночном разряде и до 1/8 финала — в парном совместно с Марией Тимофеевой.
И на юниорских Открытом чемпионате Франции 2019 года и Открытом чемпионате Франции 2020 года также доходила до второго раунда в одиночном разряде.

### 2022
В 2022 году Аванесян дебютировала на взрослых турнирах Большого шлема, выйдя в основную сетку на Открытом чемпионате США через квалификацию. В первом круге она уступила сербской спортсменке Александре Крунич.

### 2023
В мае выиграла крупнейший турнир в карьере, завоевав титул серии ITF W100 в Висбадене (Германия).
На Открытом чемпионате Франции-2023 Элина уступила в финале квалификации американке Кайле Дэй, однако получила место в основной сетке как лаки-лузер. В первом раунде в трёх сетах она переиграла олимпийскую чемпионку Белинду Бенчич, а во втором раунде — француженку Леолию Жанжан. В третьем раунде Аванесян в трёх сетах переиграла Клару Таусон из Дании. В четвёртом круге уступила в двух сетах чешке Каролине Муховой.
На Открытом чемпионате США-2023 Элина в первом круге победила Ализе Корне, однако уже во втором уступила Елене Остапенко.

### 2024
В середине января на турнире Большого шлема — Открытом чемпионате Австралии Аванесян в первом круге одиночного разряда победила китаянку Бай Чжосюань, во втором круге обыграла 8-ю ракетку мира Марию Саккари (6-4, 6-4), но в третьем круге она уступила в трёх сетах украинке Марте Костюк.
В начале июня Элина вновь дошла до четвёртого круга Открытого чемпионата Франции в одиночном разряде, где она уступила в трёх сетах итальянке Жасмине Паолини, которая в итоге дошла до финала этого турнира.
В июле дошла до финала турнира WTA 250 в Яссах, где проиграла россиянке Мирре Андреевой со счётом 7:5, 5:7, 0:4 (не смогла продолжить матч из-за травмы). Это был последний турнир для Аванесян под российским флагом: с августа стала выступать под флагом Армении.

## Итоговое место в рейтинге WTA по годам
| Год  | Одиночный рейтинг | Парный рейтинг |
| 2024 | 44                | 269            |
| 2023 | 75                | 291            |
| 2022 | 134               | 353            |
| 2021 | 261               | 424            |
| 2020 | 720               | 732            |
| 2019 | 743               | 696            |

## Выступления на турнирах

### Финалы турнировWTAв одиночном разряде (1)

#### Поражение (1)
| Легенда:                   |
| -------------------------- |
| Турниры Большого шлема (0) |
| Олимпиада (0)              |
| Итоговый турнир WTA (0)    |
| WTA 1000 (0)               |
| WTA 500 (0)                |
| WTA 250 (0)                |

| Титулы по покрытиям | Титулы по месту проведения матчей турнира |
| ------------------- | ----------------------------------------- |
| Хард (0)            | Зал (0)                                   |
| Грунт (0)           | Зал (0)                                   |
| Трава (0)           | Открытый воздух (0)                       |
| Ковёр (0)           | Открытый воздух (0)                       |

| №  | Дата         | Турнир        | Покрытие | Соперница в финале | Счёт                |
| 1. | 26 июля 2024 | Яссы, Румыния | Грунт    | Мирра Андреева     | 7-5 5-7 0-4 — отказ |

### Финалы турнировWTA 125иITFв одиночном разряде (12)

#### Победы (5)
| Призовые    | Титулы по годам | Титулы по годам |
| ----------- | --------------- | --------------- |
| Призовые    | до 2024         | с 2024          |
| 125.000 USD | 0+0             | 0+0             |
| 100.000 USD | 1+0             | 0+0             |
| 80.000 USD  | 0+0             | -               |
| 75.000 USD  | -               | 0+0             |
| 60.000 USD  | 1+1             | -               |
| 50.000 USD  | -               | 0+0             |
| 40.000 USD  | 0+0             | -               |
| 35.000 USD  | -               | 0+0             |
| 25.000 USD  | 0+0             | -               |
| 15.000 USD  | 3+8             | 3+8             |

| Титулы по покрытиям | Титулы по месту проведения матчей турнира |
| ------------------- | ----------------------------------------- |
| Хард (0+1)          | Зал (0)                                   |
| Грунт (5+8)         | Зал (0)                                   |
| Трава (0)           | Открытый воздух (5+9)                     |
| Ковёр (0)           | Открытый воздух (5+9)                     |

| №  | Дата             | Турнир              | Покрытие | Соперница в финале | Счёт           |
| 1. | 22 сентября 2019 | Шымкент, Казахстан  | Грунт    | Тамара Чурович     | 6-2 7-5        |
| 2. | 18 апреля 2021   | Каир, Египет        | Грунт    | Эри Симидзу        | 6-1 6-0        |
| 3. | 2 мая 2021       | Каир, Египет        | Грунт    | Жибек Куламбаева   | 3-6 6-4 6-4    |
| 4. | 1 августа 2021   | Ферсмольд, Германия | Грунт    | Федерика ди Сарра  | 6-7(4) 6-2 6-2 |
| 5. | 7 мая 2023       | Висбаден, Германия  | Грунт    | Джейми Форлис      | 6-2 6-0        |

#### Поражения (7)
| №  | Дата            | Турнир             | Покрытие | Соперница в финале | Счёт        |
| 1. | 25 августа 2019 | Москва, Россия     | Грунт    | Амина Аншба        | 4-6 3-6     |
| 2. | 13 декабря 2020 | Каир, Египет       | Грунт    | Каролина Алвес     | 0-6 5-7     |
| 3. | 24 января 2021  | Каир, Египет       | Грунт    | Синья Краус        | 2-6 3-6     |
| 4. | 9 мая 2021      | Каир, Египет       | Грунт    | Гергана Топалова   | 3-6 3-6     |
| 5. | 24 октября 2021 | Севилья, Испания   | Грунт    | Диан Парри         | 2-6 0-6     |
| 6. | 28 ноября 2021  | Бразилиа, Бразилия | Грунт    | Панна Удварди      | 6-0 4-6 3-6 |
| 7. | 31 июля 2022    | Корденонс, Италия  | Грунт    | Панна Удварди      | 2-6 0-6     |

### Финалы турнировWTA 125иITFв парном разряде (16)

#### Победы (9)
| №  | Дата             | Турнир                             | Покрытие | Партнёрша           | Соперницы в финале                         | Счёт           |
| 1. | 25 августа 2019  | Москва, Россия                     | Грунт    | Таисия Пачкалёва    | Екатерина Макарова Светлана Пироженко      | 6-2 7-5        |
| 2. | 22 сентября 2019 | Шымкент, Казахстан                 | Грунт    | Виктория Канапацкая | Екатерина Дмитриченко Авелина Сайфетдинова | 6-3 6-0        |
| 3. | 15 ноября 2020   | Шарм-эш-Шейх, Египет               | Хард     | Ирина Шиманович     | Валентина Рисер Лулу Сун                   | 6-4 6-1        |
| 4. | 29 ноября 2020   | Каир, Египет                       | Грунт    | Анна Кубарева       | Анастасия Нефёдова Хасмин Ортенси          | 6-3 7-5        |
| 5. | 17 января 2021   | Каир, Египет                       | Грунт    | Лекси Стивенс       | Глория Чески Марион Вьертлер               | 6-1 6-2        |
| 6. | 24 января 2021   | Каир, Египет                       | Грунт    | Лекси Стивенс       | Эмма Дэвис Анастасия Нефёдова              | 6-1 6-2        |
| 7. | 18 апреля 2021   | Каир, Египет                       | Грунт    | Пак Сохён           | Барбора Матусова Анастасия Золотарёва      | 6-4 6-4        |
| 8. | 25 апреля 2021   | Каир, Египет                       | Грунт    | Мария Тимофеева     | Изабелла Хаверлаг Мерель Худт              | 1-6 6-4 [10-8] |
| 9. | 15 августа 2021  | Сан-Бартоломе-де-Тирахана, Испания | Грунт    | Оксана Селехметьева | Арианне Хартоно Оливия Тьяндрамулия        | 7-5 6-2        |

#### Поражения (7)
| №  | Дата             | Турнир                             | Покрытие | Партнёрша            | Соперницы в финале                   | Счёт           |
| 1. | 13 августа 2017  | Москва, Россия                     | Грунт    | Авелина Сайфетдинова | Илона Кремень Ирина Шиманович        | 4-6 4-6        |
| 2. | 15 сентября 2019 | Шымкент, Казахстан                 | Грунт    | Виктория Канапацкая  | Вероника Пепеляева Мария Ткачёва     | 4-6 4-6        |
| 3. | 22 ноября 2020   | Шарм-эш-Шейх, Египет               | Хард     | Ирина Шиманович      | Михаэла Байерлова Летиция Пулхартова | 4-6 5-7        |
| 4. | 6 декабря 2020   | Каир, Египет                       | Грунт    | Анна Кубарева        | Анна Сискова Лекси Стивенс           | 6-3 4-6 [8-10] |
| 5. | 13 декабря 2020  | Каир, Египет                       | Грунт    | Анастасия Тихонова   | Дарья Мишина Ноэль Сайденова         | 2-6 6-2 [9-11] |
| 6. | 2 мая 2021       | Каир, Египет                       | Грунт    | Оана Гаврила         | Николь Фосса-Уэрго Жибек Куламбаева  | 3-6 2-6        |
| 7. | 14 августа 2022  | Сан-Бартоломе-де-Тирахана, Испания | Грунт    | Диана Шнайдер        | Аранча Рус Анхела Фита Болуда        | 4-6 4-6        |